# Seri (hivatalnok)

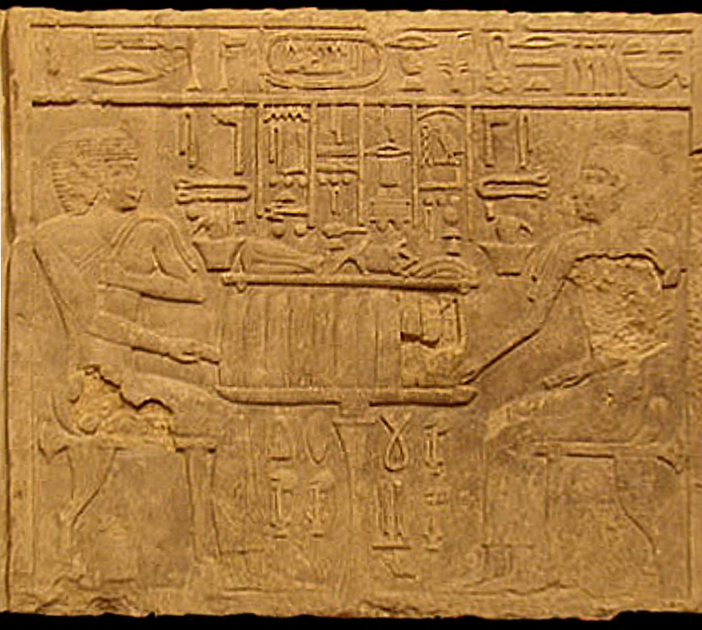
Seri masztabájának álajtaja

Seri ókori egyiptomi hivatalnok volt, aki a IV. dinasztia idején élt.
Szakkarai masztabasírjáról ismert, melyet a 19. században fedeztek fel és írtak le részben. Felesége neve Hentetek volt; a sírban ábrázolnak egy Inet nevű nőt is, akiről nem tudni, anyja vagy másik felesége Serinek. Seri címei: „Széth-Peribszen király minden wab-papjának elöljárója Szenedzs király nekropoliszában”, „a felső-egyiptomi tízek nagyja” és „Szenedzs isten szolgája”. Szenedzs nevét archaikus formában írták, de kártusban szerepel, ami anakronizmus, mert a király a II. dinasztia egyik uralkodója volt, a kártust pedig csak a III. dinasztia végén, Huni uralkodása alatt kezdték használni. Mivel Szenedzs nem túl ismert uralkodó, a címek, amelyeket Seri viselt, nagy jelentőséggel bírnak, ugyanis felirata arra utal, hogy Peribszen Szenedzs uralkodása alatt halt meg, és a két uralkodó békés viszonyban állt egymással.

## Fordítás
- Ez a szócikk részben vagy egészben  a   Shery (Egypt) című angol Wikipédia-szócikk ezen változatának fordításán alapul.  Az eredeti cikk szerkesztőit annak laptörténete sorolja fel. Ez a jelzés csupán a megfogalmazás eredetét és a szerzői jogokat jelzi, nem szolgál a cikkben szereplő információk forrásmegjelöléseként.